# Carl-Erik Holmberg
Carl-Erik Holmberg (Göteborg, 17 luglio 1906 – Göteborg, 5 giugno 1991) è stato un calciatore svedese, di ruolo attaccante.

## Palmarès

### Club
- Svenska Serien: 1

Orgryte IS: 1924
- Allsvenskan: 2

Orgryte IS: 1925-1926, 1927-1928

### Individuale
- Capocannoniere dell'Allsvenskan: 3

1925-1926 (29 gol), 1927-1928 (27 gol), 1931-1932 (29 gol)